# Summit (condad de Waukesha, Wisconsin)
Summit es un pueblo ubicado en el condado de Waukesha en el estado estadounidense de Wisconsin. En el Censo de 2010 tenía una población de 4674 habitantes y una densidad poblacional de 74,43 personas por km².

## Geografía
Summit se encuentra ubicado en las coordenadas 43°2′46″N 88°28′39″O / 43.04611, -88.47750. Según la Oficina del Censo de los Estados Unidos, Summit tiene una superficie total de 62.8 km², de la cual 54.91 km² corresponden a tierra firme y (12.56%) 7.89 km² es agua.

## Demografía
Según el censo de 2010, había 4674 personas residiendo en Summit. La densidad de población era de 74,43 hab./km². De los 4674 habitantes, Summit estaba compuesto por el 96.64% blancos, el 0.73% eran afroamericanos, el 0.28% eran amerindios, el 0.6% eran asiáticos, el 0.02% eran isleños del Pacífico, el 0.75% eran de otras razas y el 0.98% pertenecían a dos o más razas. Del total de la población el 2.03% eran hispanos o latinos de cualquier raza.